# 大量破壊兵器
大量破壊兵器（たいりょうはかいへいき、英語: Weapon of mass destruction、略称WMD）または物理兵器とは、人間を大量に殺傷すること、または人工構造物（建造物や船など）に対して多大な破壊をもたらすことが可能な兵器のことを指す。典型的には特に生物兵器、化学兵器、核兵器、放射能兵器の4種類を指すものとして用いられる（放射能兵器を核兵器に含めるとして3種類と数える場合もある）。これらはそれぞれの英語の頭文字を取り、ABC兵器、NBC兵器、NBCR兵器などと総称される。

## 定義

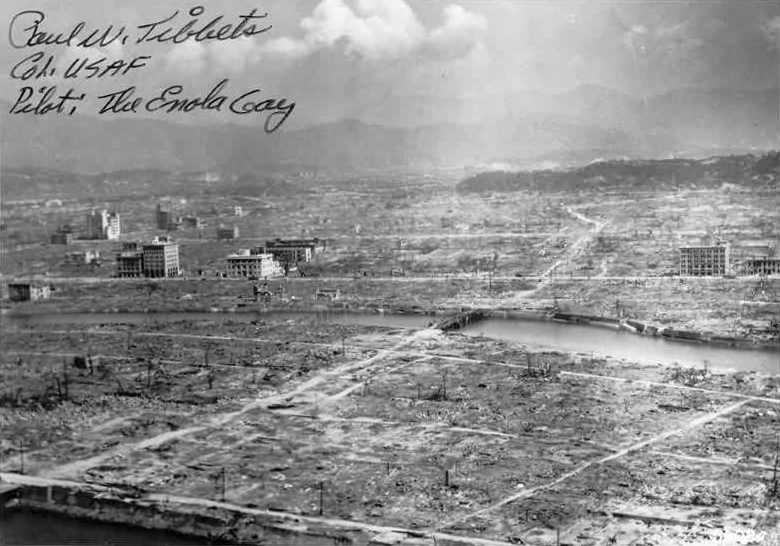
核戦争。核兵器を使用した戦争（広島市、1945年）

通常の用法では、大量破壊兵器はNBC兵器、つまり核兵器（英: Nuclear 原水爆および放射能兵器も含む）、生物兵器（英: Biological）、化学兵器（英: Chemical）の3種類を総称する言葉として使われている。
記録されている限りにおいて、大量破壊兵器に対応する英語の「Weapons of mass destruction」という語は、1937年のロンドンタイムズでスペイン内戦や日中戦争の際にドイツや日本の爆撃機を指して用いられた例にまで遡ることができる。
| 「 | Who can think at this present time without a sickening of the heart of the appalling slaughter, the suffering, the manifold misery brought by war to Spain and to China? Who can think without horror of what another widespread war would mean, waged as it would be with all the new weapons of mass destruction? 今、戦争によってスペインに、中国にもたらされたぞっとする虐殺、苦痛、さまざまな悲劇を思って、心を痛めない人がいるでしょうか？ さまざまな新しい大量破壊兵器を用いて行なわれる次の大規模な戦争が何を意味するか考え、恐怖を感じない人がいるでしょうか？ | 」 |

化学兵器は既に第一次世界大戦中に広く使われていたものの、核兵器は開発されておらず、この文脈には核兵器は含まれていない。その後、第二次世界大戦中に核兵器が実用化され、1948年の国際連合通常軍備員会 (the Commission for Conventional Armaments) においては、大量破壊兵器を核・化学・生物兵器とそれに類するものとした。大量破壊兵器の語は、1955年のラッセル＝アインシュタイン宣言においても用いられている。
また、1991年の湾岸戦争終結時の国連安保理決議687においても、イラクの武装解除の主要な対象として言及された。

## 拡散防止
大量破壊兵器の拡散は、世界の安全保障にとって、不安定要因と認識されている。このため、その運搬手段ともなりえる長距離ミサイルと合わせて拡散防止のための国際的な協調が求められ、2003年には拡散に対する安全保障構想が提唱され、主要国首脳会議では大量破壊兵器の不拡散宣言が出された。2004年の国際連合安全保障理事会決議1540においては、WMDを用いたテロリズム防止に向け、各国の法制度整備や協力体制の構築を求めている。これらを受け、関連物資の輸出規制や技術移転の制限、海上阻止行動の検討等 が行われている。
2017年4月6日に、当時のアメリカ合衆国大統領のドナルド・トランプは、シリア・アラブ共和国大統領のバッシャール・アル＝アサドが、シリア内戦で化学兵器を使用した事に対する制裁として、アメリカ軍がシリアの空軍基地などへ計59発の「トマホーク」巡航ミサイルを撃ち込み、国際情勢への武力介入も辞さない姿勢を見せた。

## イラク戦争への影響
イラク戦争開始の根拠として、「イラクが大量破壊兵器を保有している可能性があること」および「国際連合の無条件査察を受け入れなかったこと」が挙げられている。なお、戦闘終結後、アメリカ合衆国などから派遣されたイラク調査団が、大量破壊兵器の捜索をおこなったが発見されず、調査団団長チャールズ・デュエルファーは、2004年10月6日のアメリカ合衆国上院軍事委員会の公聴会において、「イラク共和国に大量破壊兵器は存在しなかった」と最終報告書（デュエルファー・リポート）を提出した。